# Stadtkirche Trebsen

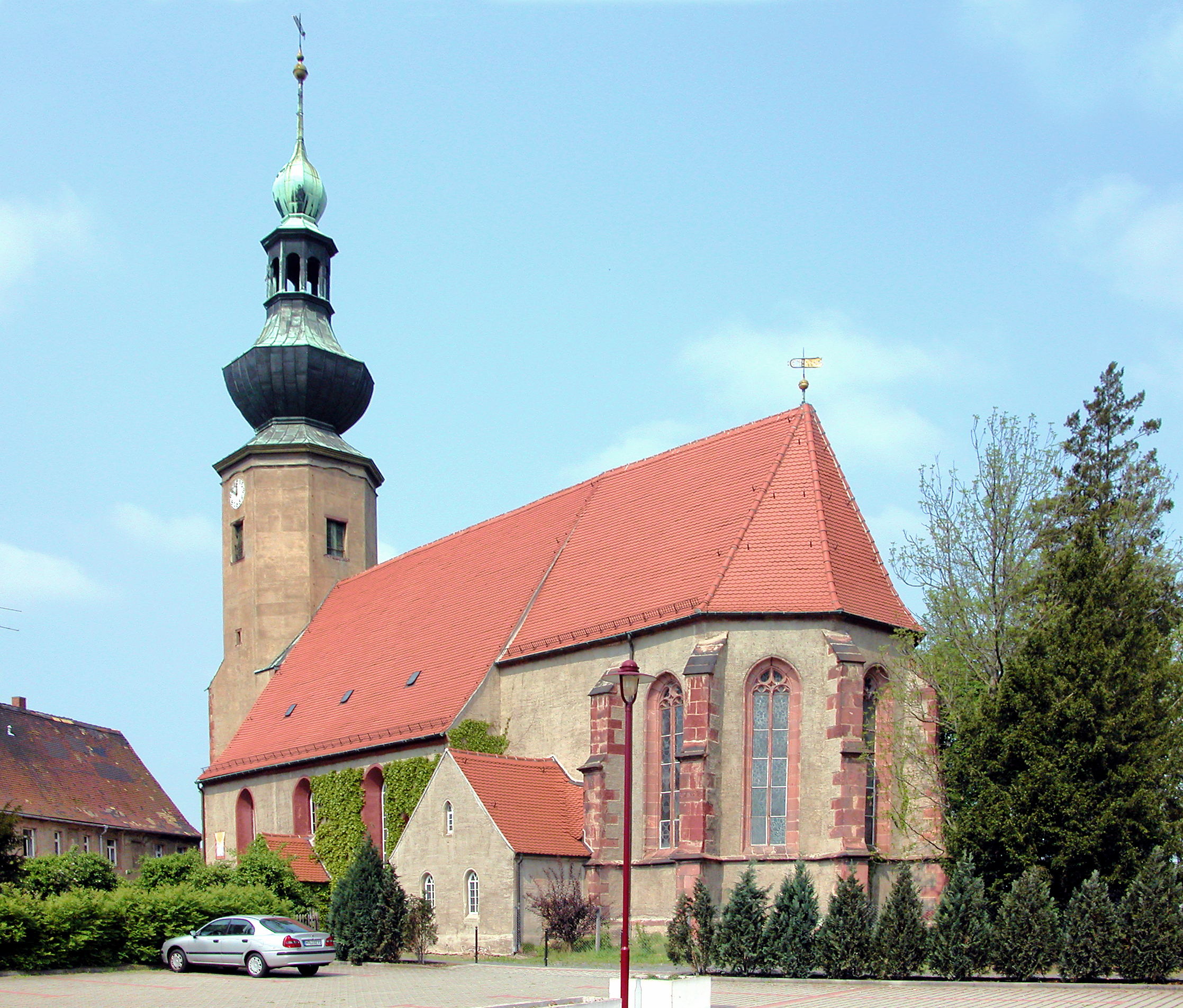
Stadtkirche Trebsen

Die Stadtkirche Trebsen ist der Sakralbau der Evangelisch-Lutherischen Landeskirche Sachsens in Trebsen/Mulde nahe Grimma im sächsischen Landkreis Leipzig.

## Geschichte und Ausstattung
Die Stadtkirche Trebsen ist eine große romanische Saalkirche aus dem 12. Jahrhundert mit eingezogenem spätgotischem Chor mit Dreiachtelschluss aus dem Jahr 1518. Der Baukörper ist ein verputzter Bruchsteinbau mit Strebepfeilern, Maßwerkfenstern und hohem Satteldach. Der Sakralbau ist steinernes Zeugnis für neun Jahrhunderte christlicher Bau-, Kultur- und Kirchengeschichte der Region. Er ist geprägt von Romanik, Gotik, Barock, Klassizismus und Historismus.
Der Kirchturm entstand 1552 an der Westseite der Kirche und brannte 1729 ab, wobei auch das Pfarrhaus Feuerbeschädigungen erlitt. Er bekam 1731 die vom Zimmermeister Johann Gebhard aus Trebsen erbaute Zwiebelhaube.
Der Innenraum des Gotteshauses wurde nach 1700 barock ausgestattet. Eine Besonderheit ist das großformatige ovale Deckengemälde von 1701 mit der Himmelfahrt des Elia; Schöpfer dieses Kunstwerks war Johann Nikolaus Wilke.
Zu sehen sind zahlreiche Epitaphe, so etwa die aus der ersten Hälfte des 12. Jahrhunderts stammende Reliefgrabplatte der Judita von Trebissen, figürliche Grabmäler von Patronsherren und Pfarrfamilien und ein lebensgroßes Kruzifix (um 1500).
Die Glasmalereien im Altarraum von 1912 zeigen den Auferstandenen sowie die Stifter-Fabrikantenfamilie Wiede. Die einstige Sakristei beherbergt ein Kriegergedächtnis mit einer Pieta von 1923 und mit einem Glasmalereifenster von 1953.
Die Platte (Mensa) des Altars gehörte seit 1686 zur Klosterkirche Grimma und ist seit den 1990er Jahren in der Evangelisch-lutherischen Stadtkirche zu Trebsen zuhause.

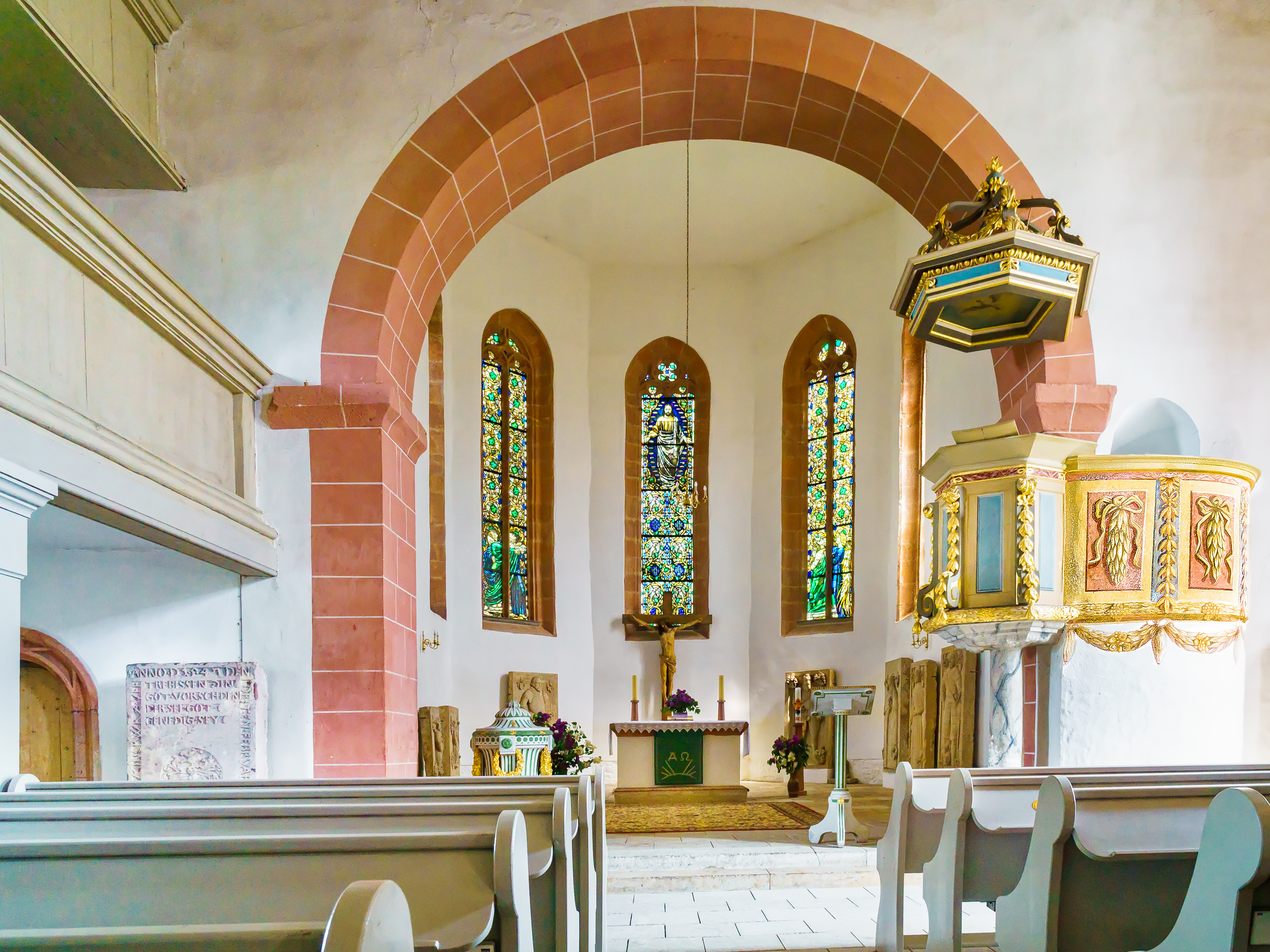
Blick zu Altar und Kanzel
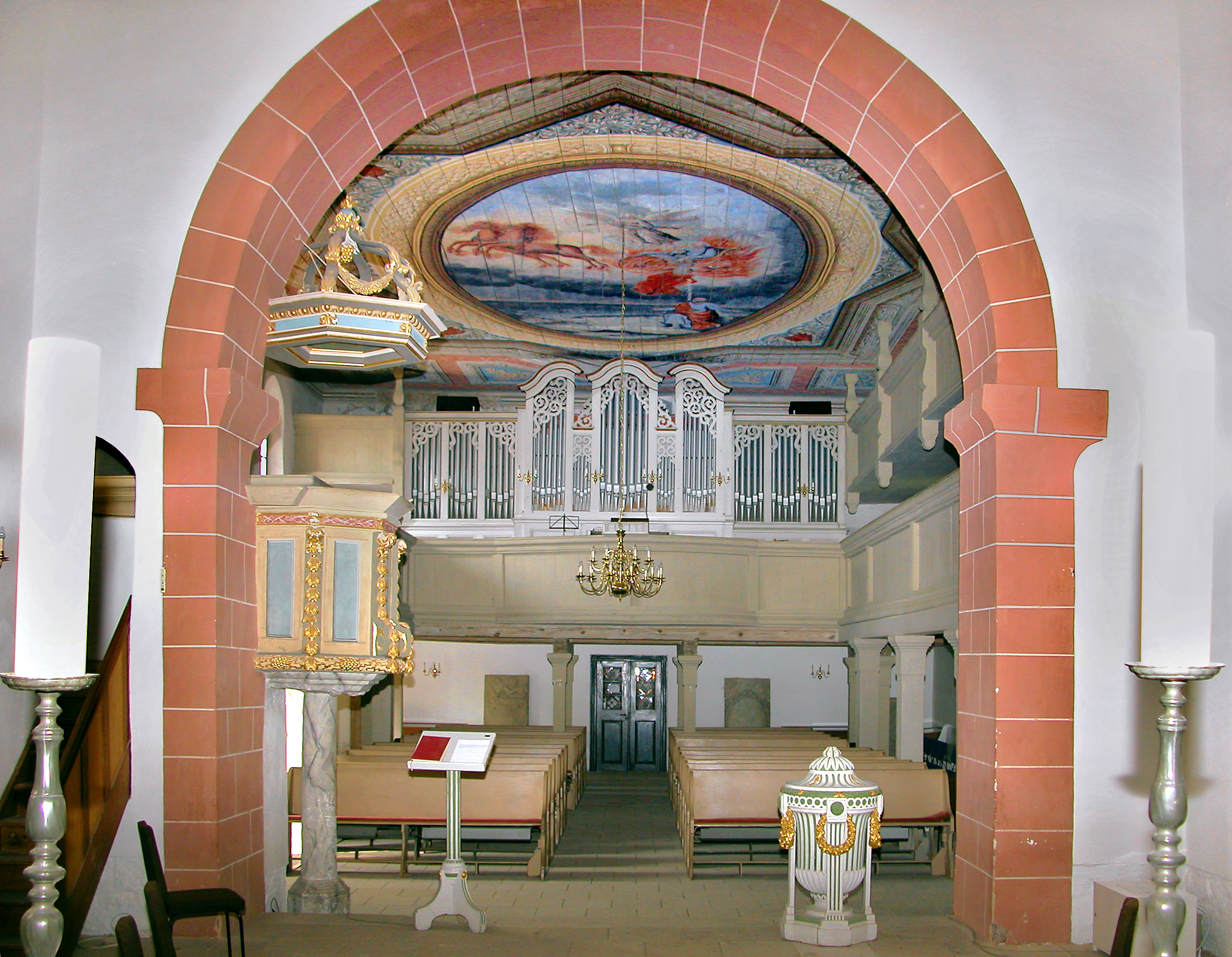
Blick vom Altar zu Kanzel und Empore mit Orgel
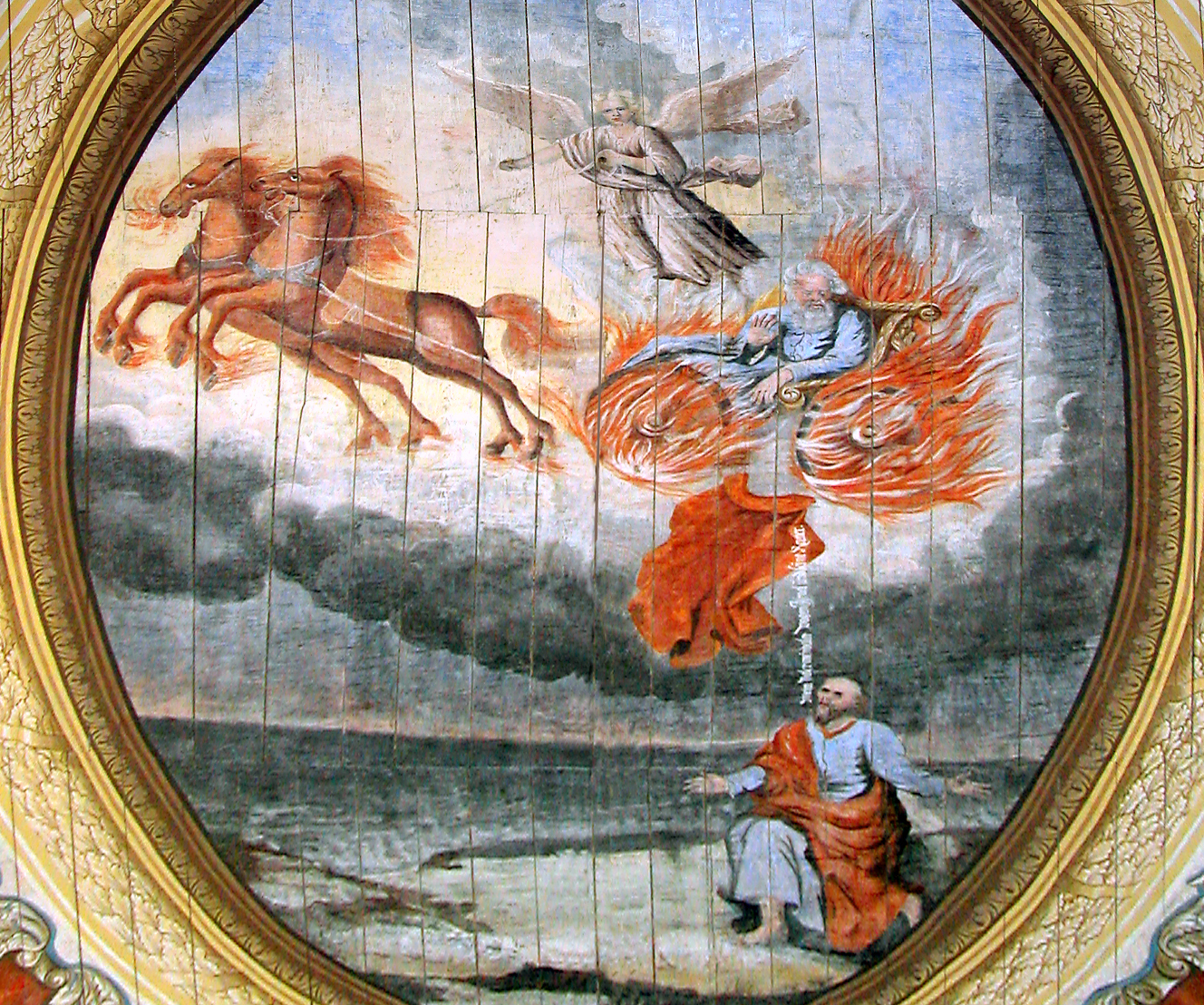
Deckengemälde „Himmelfahrt des Elia“ von 1701

## Orgel
Die erste Orgel gab es in der Zeit um 1600, im Jahr 1833 baute Beyer aus Großzschocher ein neues Instrument ein.
Die jetzige Orgel schuf Hermann Eule Orgelbau Bautzen als Opus 161; sie wurde 1926 gestiftet. Das Instrument hat 19 Register, zwei Manuale und Pedal.

## Geläut
Die älteste überlieferte Glocke der Stadtkirche Trebsen, eine Bronzeglocke mit dem Schlagton b′, goss im Jahr 1897 die Gießerei C. Albert Bierling aus Dresden; sie hat einen Durchmesser von 840 Millimeter und ein Gewicht von 240 Kilogramm. Die größeren und schwereren Glocken mussten im Ersten Weltkrieg als sogenannte Metallspende des deutschen Volkes für Rüstungszwecke abgegeben werden und wurden eingeschmolzen.
Das Geläut konnte erst 1950 mit zwei Bronzeglocken aus der Glockengießerei Schilling in Apolda wieder vervollständigt werden; sie haben die Schlagtöne es′ (unterer Durchmesser 1200 mm; ca. 975 kg) und g′ (unterer Durchmesser 1050 mm; ca. 490 kg).

## Außenbereich
Auf dem Pfarrhof sind das Diakonat aus dem 16. Jahrhundert mit Doppelportal aus Rochlitzer Porphyrtuff und das Pfarrhaus aus dem 16. und 18. Jahrhundert mit Sitznischenportal (um 1520) zu sehen.

## Verschiedenes

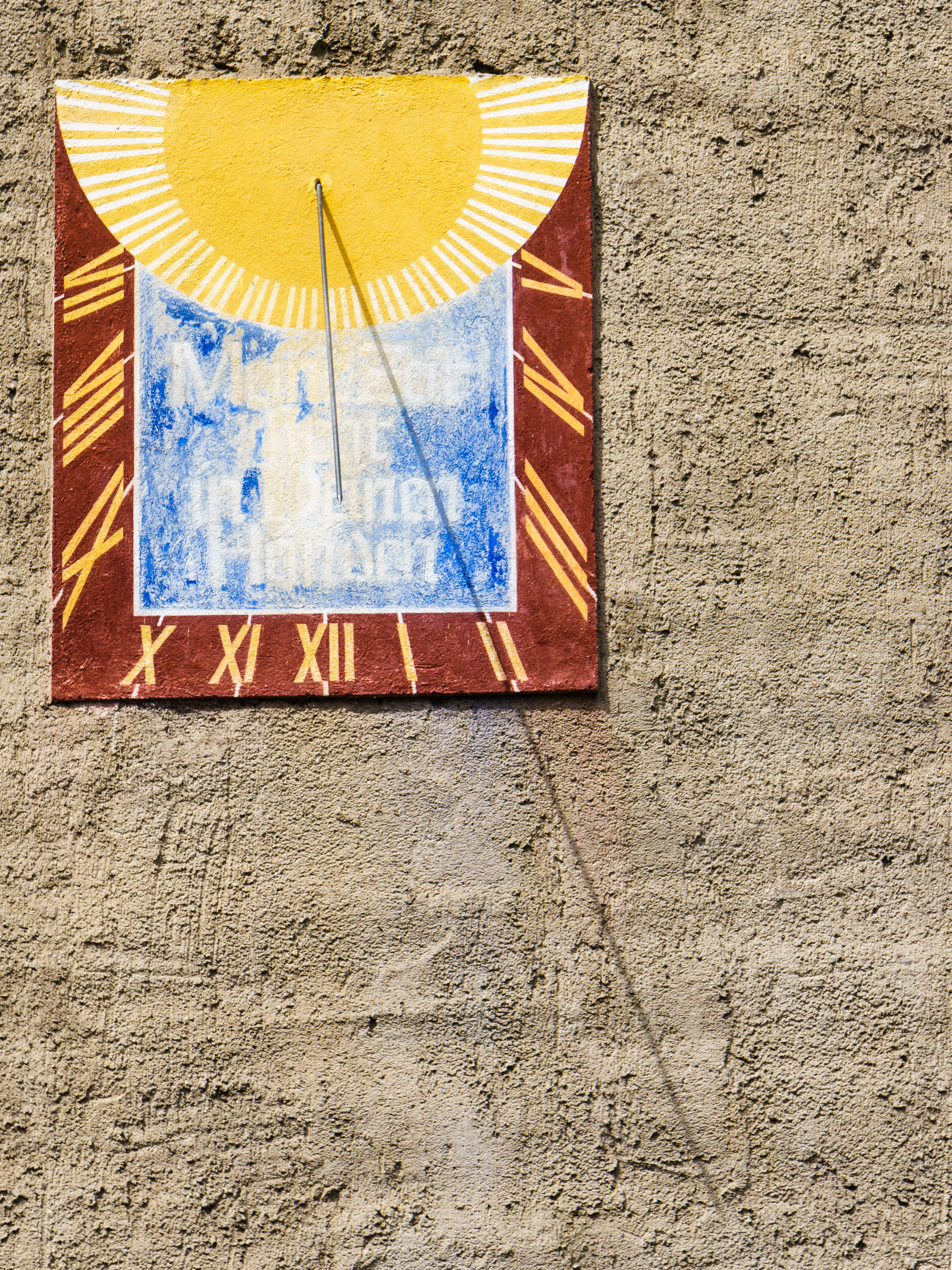
Sonnenuhr an der Stadtkirche Trebsen

- Die einseitig gebaute zweite Empore hat die architektonische Besonderheit, dass sie an der Kirchendecke befestigt ist – und nicht wie sonst üblich auf Bodensäulen ruht. Auf dieser Empore stehen die ursprünglichen Männerbänke ohne Rückenlehnen von 1755: Die Männer saßen damals in Kirchen oben, die Frauen unten – mit Gerade-aus-Blick zu Kanzel und Altar sowie mit Rückenlehnen an den Bänken.
- Eine Besonderheit ist die Sonnenuhr, deren Anschaffung in der Zeit des Dreißigjährigen Kriegs belegt ist. Sie trägt – stark verwittert – die Aufschrift: „Meine Zeit steht in deinen Händen“ (Psalm 31,16).
- Die Stadtkirche Trebsen ist eine Station des Lutherwegs.[7]
- Der Sakralbau ist unter der Nummer 08966137 auf der Liste der Kulturdenkmale in Trebsen/Mulde eingetragen.[8]

## Pfarrer seit 1521
- 1521: Zeuner, Kasper d. Ä.[9]
- 1539: Ruß, Johann
- 1540: Braun, Konrad
- 1556: Fehmel, Wolfgang
- 1559: Osianus, Paul
- 1559: Pfeiffer, Anton
- 1581: Petermann, Matthäus
- 1582: Großkopf, Martin
- 1593: Müller, Lorenz
- 1631: Reichel, Martin
- 1638: Stolle, Simon
- 1680: Stolle, Christian
- 1696: Barthel, Christian
- 1717: Barthel, Christian Gottlieb
- 1742: Seyler, Johann Gottlieb
- 1751: Seyler, Christian Gottfried
- 1752: Köchly, Johann August
- 1780: Kaulwell, Ludwig Wilhelm
- 1828: Köhler, Johann August
- 1839: Behr, Moritz August
- 1856: Conradi, Rudolf August
- 1889: Zimmermann, Heinrich Oskar
- 1892: Hofmeister, Hugo *Rudolf
- 1898: Scheumann, Heinrich Maximilian Emmanuel
- 1909: Hoppe, Gustav *Karl
- 1923: Gersdorf, Paul Gustav
- 1953: Schormann, Walter (1920–2012; 2006: Ehrenbürgerschaft von Trebsen)
- 1988: Richter, Michael